# Mikael Dorsin
Mikael Frank Dorsin, född 6 oktober 1981 i Lidingö församling i Stockholms län, är en svensk landslagsmeriterad före detta fotbollsspelare som spelade för norska Rosenborg BK och som tidigare spelat i bland annat Djurgårdens IF. Han är sedan december 2019 sportchef i Rosenborg BK.
Mikael Dorsin är yngre bror till komikern Henrik Dorsin  och far till fotbollsspelaren Frøya Brennskag-Dorsin.

## Karriär
Dorsin är en vänsterback med en känslig vänsterfot som har spelat 16 A-landskamper. Han spelade även som mittfältare under Djurgårdens IF:s tid i Superettan, men flyttade ner som vänsterback då laget lade om från spelsystemet 3–4–3 till 4–3–3. Dorsin spelade sin sista match för Djurgårdens IF innan proffskarriären i 3–0-segern mot Hammarby IF 30 juni 2003. Därefter blev det en mindre lyckad säsong i franska RC Strasbourg där speltiden blev mindre och mindre ju längre säsongen led. Övergången till norska topplaget Rosenborg BK var lite speciell. RC Strasbourg hade inte fullföljt betalningen till DIF för övergången. Samtidigt ville Dorsin få mer speltid. Alternativen var tre: 1) att hoppas på mer speltid i Strasbourg och att klubben fullföljer köpet, 2) att riva kontraktet och komma hem till Djurgården och spela Allsvenskt, och 3) att riva kontraktet och bli såld av Djurgården till en annan klubb. Alternativ 3 av dessa blev alltså Rosenborg.
Sedan hösten 2004 har Dorsin haft tröjnummer 33 i Rosenborg och varit ordinarie vänsterback. Hösten 2004 blev laget norska mästare kvalade in sig till Royal League där de lyckades någorlunda. År 2005 höll laget på att åka ur högsta divisionen i norska ligan samtidigt som man kvalade in på nytt till Champions League, och efter en stark höst räddade laget sig undan nerflyttning. År 2006 säkrade Rosenborg ligaguldet i näst sista omgången vilket gjorde Dorsin på nytt till en mästare. Laget kvalade in till Royal League på nytt och var klart för Champions League-kval sensommaren 2007.
Den 29 oktober 2007 skrev Dorsin på för 3 1/2 år med rumänska klubben CFR Cluj och gick dit som Bosmanfall. Efter att ha spelat U21-EM 2004 och varit reserv på hemmaplan för VM 2006 fick Dorsin en plats i Sveriges trupp för EM 2008.
Den 29 augusti 2008 skrev Dorsin på för 3 år med Rosenborg och denna gången fick han tröjnummer 3. I sin comeback-match den 31 augusti spelade han från start som vänsterback och gjorde dessutom mål. Han utsågs även till lagkapten, och behöll kaptensbindeln fram till 2013.
Den 13 februari 2014 förlängdes Dorsins kontrakt med Rosenborg till och med säsongen 2016.
Dorsin avslutade efter sin session hos Rosenborg sin spelarkarriär. Han har därefter arbetat som spelaragent och suttit i styrelsen i den norska handbollsklubben Byåsen. Dorsin tog i december 2019 över rollen som sportchef i Rosenborg efter Stig Inge Bjørnebye.
Mikael Dorsin blev utnämnd till Årets Järnkamin 2000 av Djurgårdens supportergrupp Järnkaminerna.

## Meriter
Inom landslag
- 16 A-landskamper för Sverige
- U21-EM-slutspel 2004 i Tyskland. Ordinarie som vänsterback
- Uttagen som "reserv på hemmaplan" för VM 2006 i Tyskland
- Uttagen till Sveriges trupp till EM 2008

Inom klubblag
- Ligaguld (7 st): 4 ggr med Rosenborg, 2 ggr med Djurgården och 1 gång med Cluj
  - Norskt ligaguld (5 st): 2004, 2006, 2009, 2010 och 2015 med Rosenborg
  - SM-guld (2 st): 2002 och 2003 med Djurgårdens IF
  - Rumänsk mästare 2008 med CFR Cluj
- Svenska Cupen 2002 med Djurgårdens IF
- Norska cupen: finalist 2013 med Rosenborg, guld 2015

Inom europacuper
- UEFA-cupspel hösten 2002 (med DIF) och hösten 2008 med Rosenborg
- Champions League-gruppspel hösten 2004, 2005 och 2007 med Rosenborg

## Statistik
| Klubb               | Säsong         | Liga             | Liga | Liga | Liga | Cupspel | Cupspel | Europaspel | Europaspel | Totalt | Totalt |
| Klubb               | Säsong         | Division         | Ma   | Mål  | Ass  | Ma      | Mål     | Ma         | Mål        | Ma     | Mål    |
| ------------------- | -------------- | ---------------- | ---- | ---- | ---- | ------- | ------- | ---------- | ---------- | ------ | ------ |
| Djurgårdens IF      | 1998           | Division 1 Norra | 1    | 0    | 0    | ?       | ?       | —          | —          | 1      | 0      |
| Djurgårdens IF      | 1999           | Allsvenskan      | 0    | 0    | 0    | 0       | 0       | —          | —          | 0      | 0      |
| Djurgårdens IF      | 2000           | Superettan       | 27   | 5    | 4    | 3       | 1       | —          | —          | 30     | 6      |
| Djurgårdens IF      | 2001           | Allsvenskan      | 22   | 0    | 0    | 1       | 0       | —          | —          | 23     | 0      |
| Djurgårdens IF      | 2002           | Allsvenskan      | 23   | 0    | 0    | 4       | 0       | 6          | 0          | 33     | 0      |
| Djurgårdens IF      | 2003           | Allsvenskan      | 12   | 1    | 1    | 1       | 0       | 0          | 0          | 13     | 1      |
| Djurgårdens IF      | Totalt         | Totalt           | 85   | 6    | 5    | 9       | 1       | 6          | 0          | 100    | 7      |
| Spårvägens FF (lån) | 1999           | Division 1 Norra | 9    | 0    | 0    | 0       | 0       | —          | —          | 9      | 0      |
| Spårvägens FF (lån) | Totalt         | Totalt           | 9    | 0    | 0    | 0       | 0       | —          | —          | 9      | 0      |
| RC Strasbourg       | 2003/2004      | Ligue 1          | 20   | 0    | 0    | 1       | 0       | —          | —          | 21     | 0      |
| RC Strasbourg       | Totalt         | Totalt           | 20   | 0    | 0    | 0       | 0       | —          | —          | 21     | 0      |
| Rosenborg BK        | 2004           | TIppeligaen      | 7    | 1    | 0    | 1       | 0       | 7          | 0          | 15     | 1      |
| Rosenborg BK        | 2005           | TIppeligaen      | 21   | 1    | 3    | 3       | 0       | 10         | 0          | 34     | 1      |
| Rosenborg BK        | 2006           | TIppeligaen      | 25   | 2    | 4    | 1       | 1       | 0          | 0          | 26     | 3      |
| Rosenborg BK        | 2007           | TIppeligaen      | 23   | 1    | 2    | 0       | 0       | 9          | 0          | 32     | 1      |
| Rosenborg BK        | Totalt         | Totalt           | 76   | 5    | 9    | 5       | 1       | 26         | 0          | 107    | 6      |
| CFR Cluj            | 2007/2008      | Liga I           | 8    | 1    | 0    | 0       | 0       | 0          | 0          | 8      | 1      |
| CFR Cluj            | Totalt         | Totalt           | 8    | 1    | 0    | 0       | 0       | 0          | 0          | 8      | 1      |
| Rosenborg BK        | 2008           | TIppeligaen      | 8    | 1    | 1    | 0       | 0       | 6          | 0          | 14     | 1      |
| Rosenborg BK        | 2009           | TIppeligaen      | 27   | 0    | 1    | 0       | 0       | 2          | 0          | 29     | 0      |
| Rosenborg BK        | 2010           | TIppeligaen      | 30   | 4    | 6    | 1       | 0       | 12         | 0          | 43     | 4      |
| Rosenborg BK        | 2011           | TIppeligaen      | 29   | 1    | 3    | 2       | 2       | 6          | 1          | 37     | 4      |
| Rosenborg BK        | 2012           | TIppeligaen      | 28   | 4    | 3    | 2       | 0       | 13         | 3          | 43     | 7      |
| Rosenborg BK        | 2013           | TIppeligaen      | 27   | 2    | 5    | 4       | 0       | 4          | 0          | 35     | 2      |
| Rosenborg BK        | 2014           | TIppeligaen      | 25   | 3    | 2    | 3       | 0       | 5          | 0          | 33     | 3      |
| Rosenborg BK        | 2015           | TIppeligaen      | 20   | 1    | 4    | 2       | 0       | 7          | 0          | 29     | 1      |
| Rosenborg BK        | 2016           | TIppeligaen      | 0    | 0    | 0    | 0       | 0       | 0          | 0          | 0      | 0      |
| Rosenborg BK        | Totalt         | Totalt           | 194  | 16   | 25   | 14      | 2       | 55         | 4          | 263    | 22     |
| Hela karriären      | Hela karriären | Hela karriären   | 392  | 28   | 39   | 29      | 4       | 87         | 4          | 508    | 36     |